# Göltzsch
Die Göltzsch ist ein etwa 40 Kilometer langer rechter Nebenfluss der Weißen Elster im Vogtland. Als bedeutendster Fluss des östlichen Vogtlands durchfließt sie die Orte Falkenstein/Vogtl., Ellefeld, Auerbach/Vogtl., Rodewisch, Lengenfeld und Reichenbach im Vogtland, bis sie in Greiz in die Weiße Elster mündet.

### Vereinigte Göltzsch

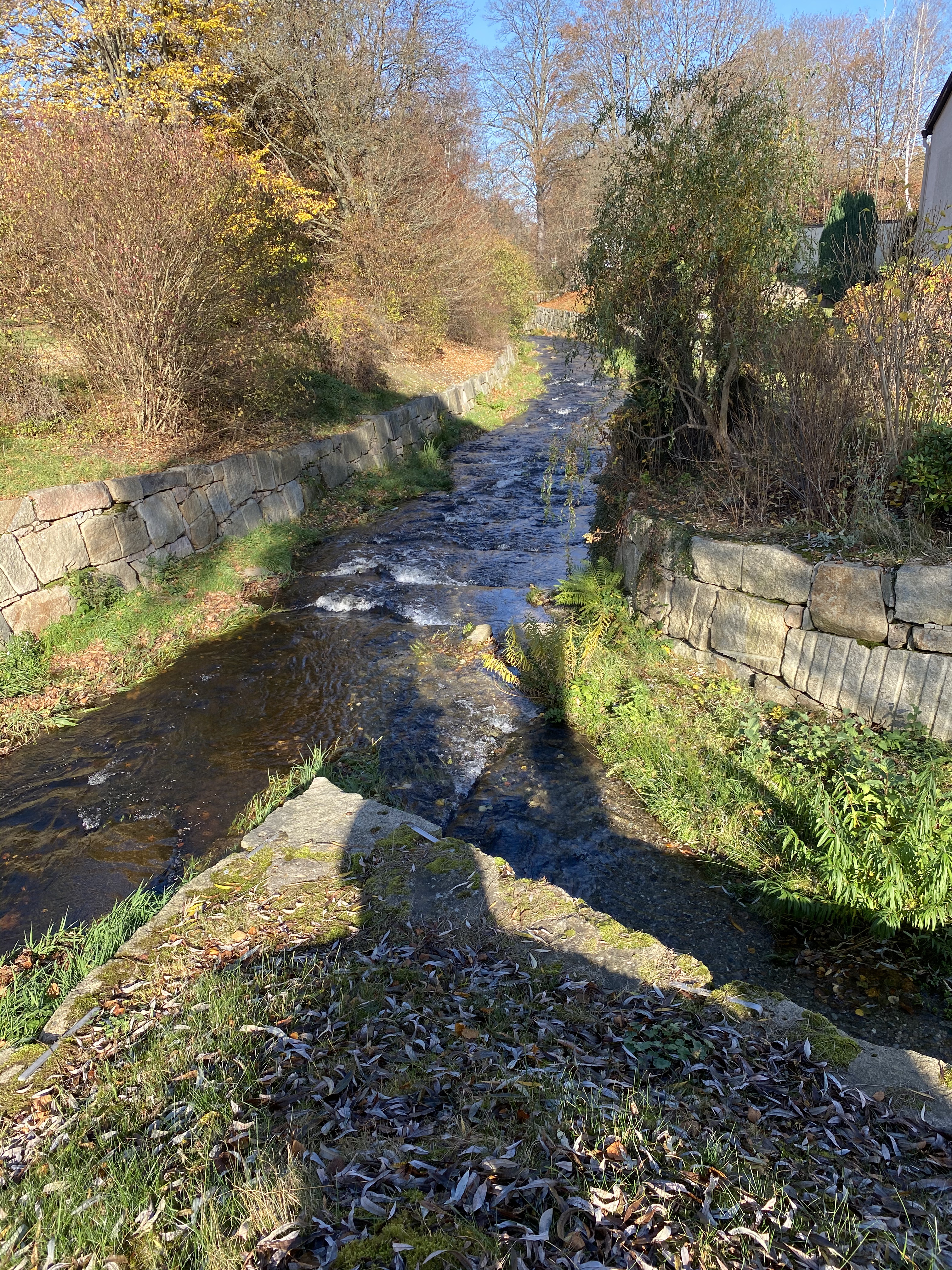
Vereinigte Göltzsch, von links Weiße Göltzsch und von rechts Rote Göltzsch (Park Ellefeld)

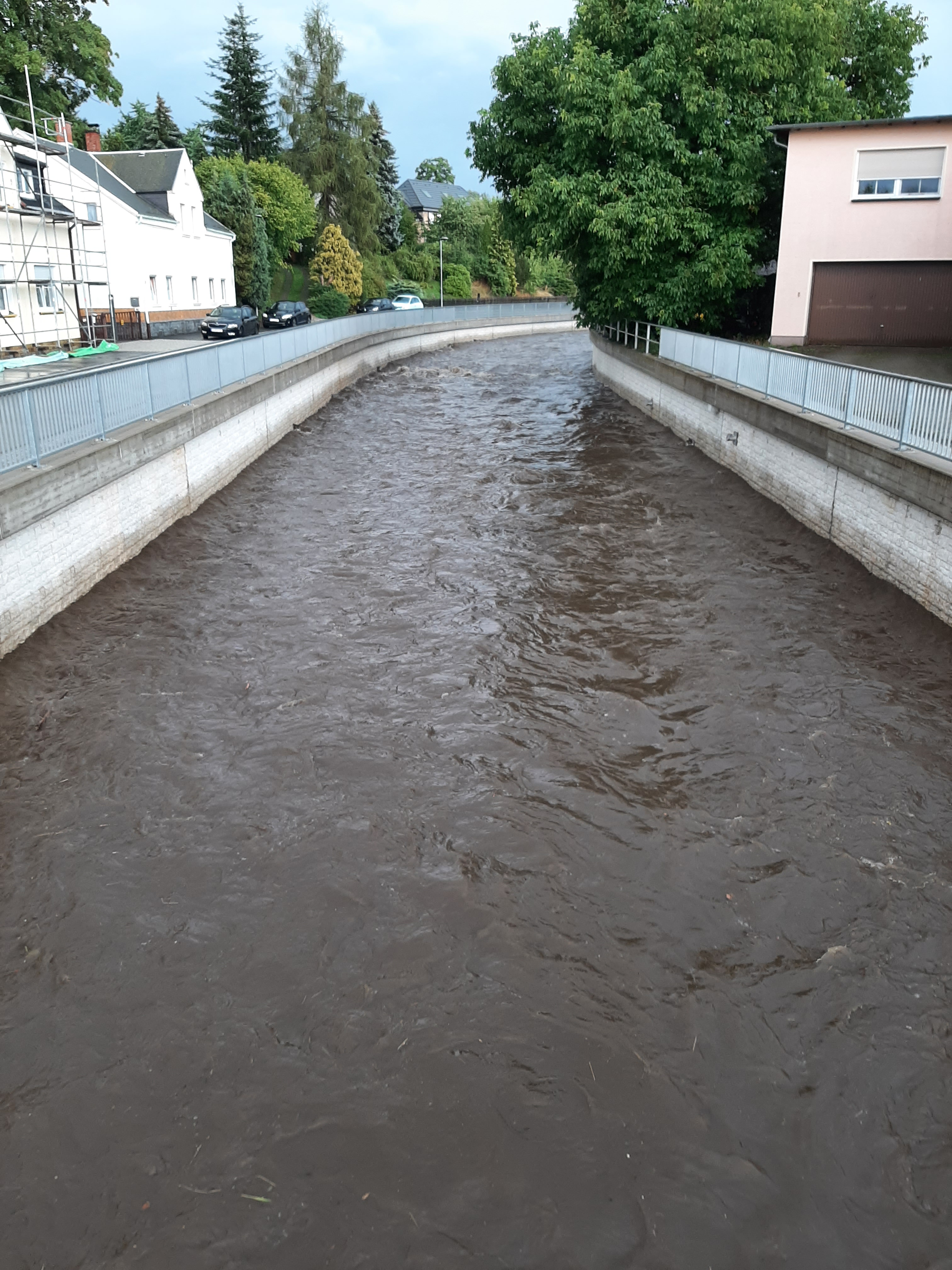
Die Göltzsch in Rodewisch mit neuer Mauer.

## Name

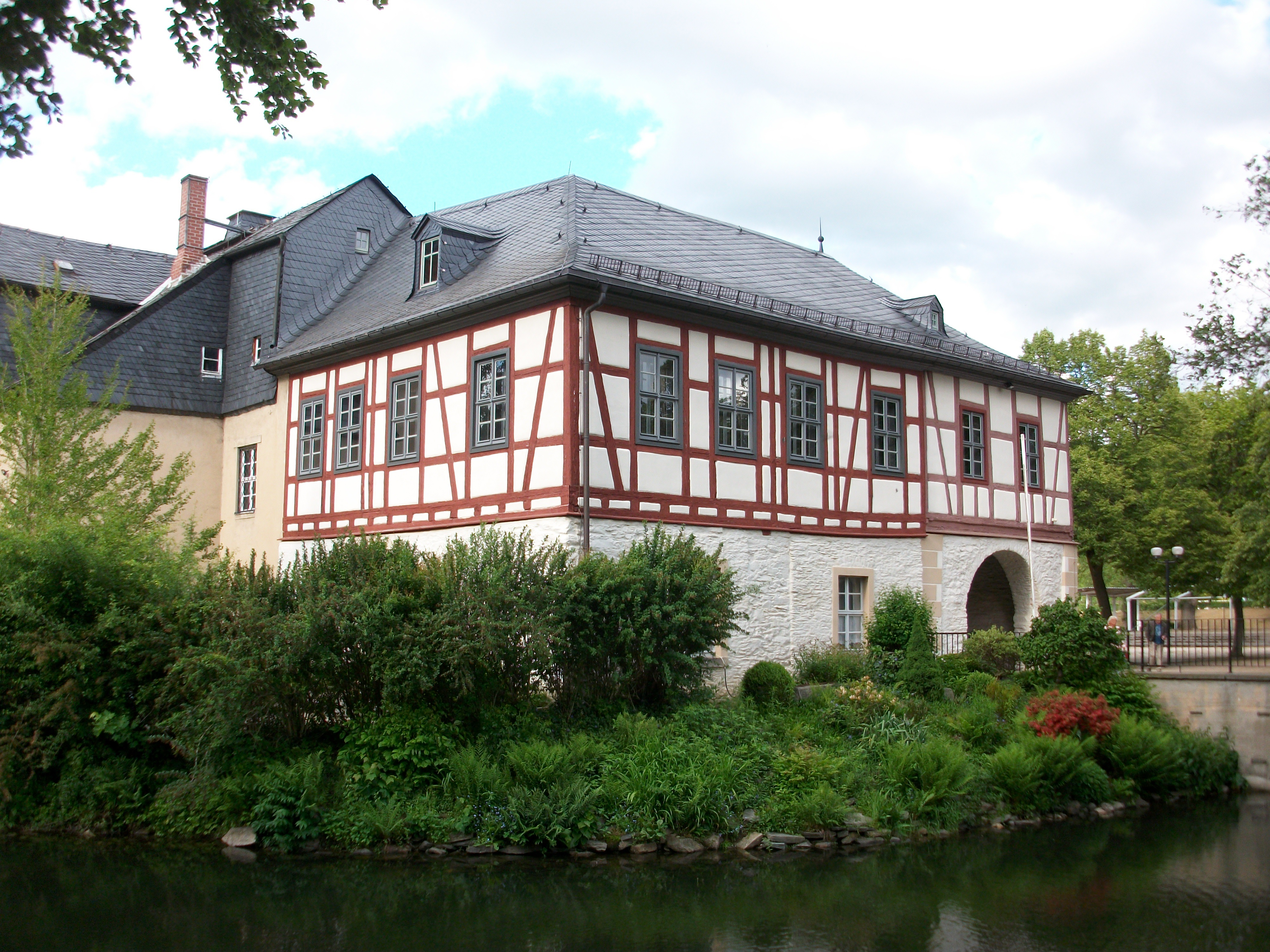
Herrenhaus Obergöltzsch am Gondelteich in Rodewisch

## Verlauf

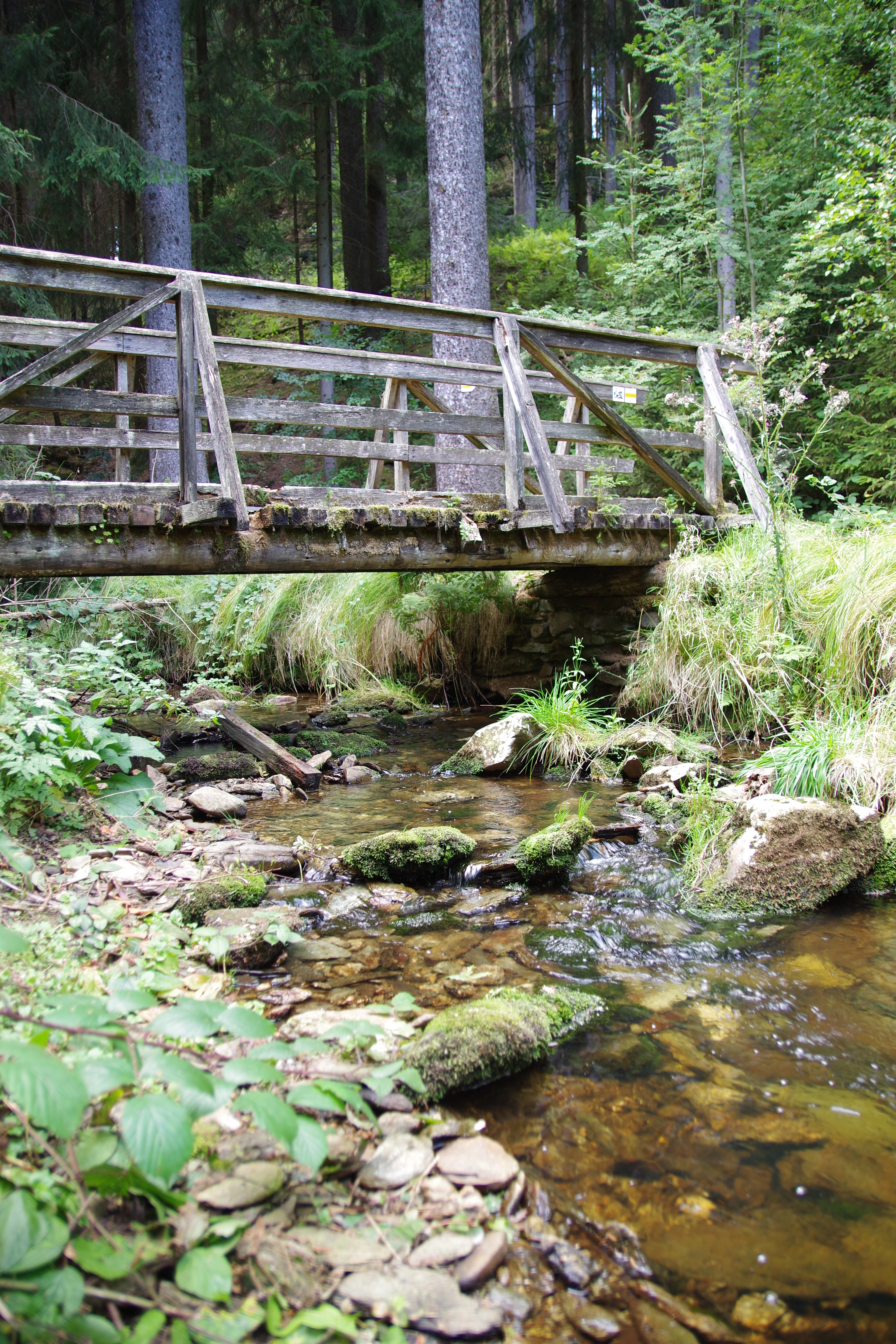
Weiße Göltzsch in Grünbach, kurz vor der Talsperre Falkenstein